# 川越達也
川越 達也（かわごえ たつや、1973年3月7日 - ）は、日本の料理人、タレント。宮崎県東諸県郡国富町出身。株式会社タツヤ・カワゴエ代表取締役。

## 経歴
宮崎県東諸県郡国富町出身。血液型O型。宮崎県立本庄高等学校を経て、大阪あべの辻調理師専門学校へ入学。同校ではフランス料理を専攻する。卒業後、大阪・北新地のフランス料理店で働くが、バブル崩壊の影響で勤めて2年程で閉店することになり、その店主の紹介で神戸の料理店へ転職。そこで阪神・淡路大震災に遭い、店と住居が被災したことで1か月後上京し、東京のウィークリーマンションに住み喫茶店・飲食店でアルバイト経験を重ねた。飲食店経験としては、大阪でお好み焼き店をやっていた時期があったり、日本料理店などで修行を重ねていた。
その最後となったイタリア料理店では通常の料理提供以外にも隣接するカラオケボックスでも注文を受け料理を提供していたことで客層は幅広かったこともあり、ここで評価されればチャンスがあると川越は考え、修行を重ね腕を磨いていった。そして、客の一人としてカラオケボックスに来店したシェフから料理を高く評価された事で、1997年7月にそのシェフが携わるレストランの新店舗に料理長として抜擢され、その後2店舗で料理長を歴任した。1998年9月3日放送の『TVチャンピオン イタリアンシェフ日本一決定戦』（テレビ東京系列）に出演したが、予選のパスタ対決で4人中最下位（50点満点中34点、他は41点・46点・44点）となり最初に脱落。大敗したものの「10年後楽しみにしてて下さい」というコメントを残した。2000年に独立し創作イタリアン「ティアラ・K・リストランテ」を開店。開店当初は予約や客が入らず、店を維持するために営業終了後に深夜のアルバイトを行ったり、近所のパチンコ店に通ったり、借金が膨れ上がった時期もあった。
2006年、「TATSUYA KAWAGOE」に改称し代官山へ移転、オーナーシェフを務める。かつては2か月先まで予約が一杯であるとされたが、同店は川越によって時期は明らかにされていないが無期限休業する方針が示されており、理由として「40代に向け自分をもっと成長させたい」との説明が行われている。
ソロモン流放映後、本人のブログで「僕が伝えたい事はゼロでした。勘違いしないでくださいね。僕、店は辞めませんよ。」と閉店は否定している。
料理人としての活動の他、フードコーディネーター、料理講師としても活動している。また、知人である料理人の吉岡英尋（日本料理「なすび亭」）、枡谷周一郎（イタリア料理「オステリア ルッカ」）、笠原将弘（日本料理「賛否両論」）と共にコラボレーショングループ「CESSA（セッサ）」を結成し、和食店を立ち上げたり、若手料理人数十名とチャリティーディナー会を開催するなどグループを中心とした活動を積極的に展開していた。この活動が更に進展し、弟分4人で立ち上げた「タクマ」組を応援する意味も込めて、既存の「セッサ」組と合わせ『セッサ・タクマ』という8人組のシェフ集団に発展させて、活動の幅を増やす展開を行っている。
2012年4月25日に「お米のおはなし／カレーライス学校」でCDデビュー（「川越シェフ」名義）。同年11月19日に、EXILEのKEIJIとのコラボレーション商品「男が絶対よろこぶ 男（DAN）シチュー」「君と食べたい 女（JO）シチュー」を発売。
2016年11月21日、自身のブログに於いてかねてより交際していた一般女性と本年に入ってから入籍（再々婚）し、第一子となる女児が誕生したことを明らかにした。
2017年3月現在では経営する店は全て休業・閉店状態であり、メディアへの露出なども断って世間から忘れられることを望むと週刊文春の取材に答えた。
2019年8月9日放送の『爆報！THEフライデー』（TBS系）の中で、長野に移住していることを公表した。なお、東京・中目黒で新しい店舗の出店準備をしていることも明らかにした。

## 人物
- 2人兄弟の長男。弟の川越慎也は園田競馬場の元騎手で、1996年から2003年まで活動し、引退後の2005年6月25日に交通事故で他界している[17][18]。
- 最初に作った料理はチャーハンで、小学校3年生の時に冷蔵庫にあった冷飯・ソーセージ・ピーマンを材料とし、母親が普段作っていたチャーハンの味付けを数種の調味料を使って再現し、友達に振舞った[4][11]。

- タレント業では川越スマイルを披露するなど、爽やかな好青年というイメージがあるが、シェフとしての仕事には厳しくテレビでこそ冷静ながら厳しめの評価をしたりと声を荒げたりすることはないものの、普段のレストランでの仕事ではいい加減な調理を見せたシェフや横着していたスタッフに対して関西弁で怒鳴るなどテレビではかけ離れた姿を見せている。[19]。

- 小学校から高校まで10年間野球に没頭していた。背を伸ばそうと牛乳を飲むが腹を下し、体格を大きくしようと多く食べても大きくなれなかったことや、プロ選手になるためのレベルに達しなかったことで野球の道をあきらめた[2][17]。その後、生家が貧乏で「ちゃんと食べていけるようになりたい」との思いが強かったこともあり、料理の道を志す[20]。
- 私生活では、24歳でソムリエの女性と結婚し、3年後に離婚。30代前半頃に一般家庭の女性と再婚するも、すれ違いを理由に離婚[21]。ブレイク後にも女性との交際に関する報道が複数出たが、いずれも否定している[22][23]。
- インターネット上では多数のコラージュが作られているが、この件に関して川越は「感謝しかないです。僕もたまに吹き出させてもらってます。」と肯定的なコメントしている[24]。また、この人気に乗じてAdobe社が2013年に川越公認のコラ画像コンテストを開催した事があった[25]。
- 2016年にかねてより交際していた一般女性と結婚、第1子の女児が誕生。今回が3回目の結婚となる[26]。
- 2013年のインタビューでは、中学・高校時代に父親との確執があったこと、実家に嫁姑の問題があったこと、家庭内暴力を目の当たりにしながら育ったことを明かしている。また、親戚に障害者が何人かいたため自分がその人たちに手を差し伸べられるようになろうと思ったと、料理人を目指すに至った動機を語った[27]。

## 評価・発言
「ジャンルにとらわれず、常に新しい素材やレシピに挑戦する独自のスタイル」や「ジャンルにとらわれない、斬新でオリジナルな料理」が評価され、食品・外食業界でキムチ・パスタ・ファーストフード・コンビニ商品・パチンコ端玉景品など複数の監修商品が発売されている。
2013年5月19日付で配信された雑誌「サイゾー」のウエブサイトで「食べログ」のような評価サイトをどう思うかと質問され、「くだらないです」「年収300万円、400万円の人が高級店に行って批判を書き込むこともあるが、 そういう人たちには高級店の企業努力や歴史がわからない」と発言。以前に自分の店で水を注文した客の書き込みで「水だけで800円も取られた」と非難されたことに対しては、「当たり前だよ！いい水出してるんだもん。1000円や1500円取るお店だってありますよ。そういうお店に行ったことがないから『800円取られた』という感覚になるんですよ」と語った。

## メディア出演

### テレビ

#### バラエティ番組
- お願い!ランキング（テレビ朝日）
- いきなり!黄金伝説。（テレビ朝日）
- スパイスTV どーも☆キニナル!（フジテレビ） - キッチン de SHOW 日替わり料理人 金曜日レギュラー
- ロンブー淳の惚れさせシェフ（ABC、2009年）
- ヒルナンデス!（日本テレビ、2011年）火曜日 - 川越達也のcookingナンデス! レギュラー。後にMr.Kのゴージャスcooking!にリニューアルされたが、川越本人はMr.K名義[35]で出演していた。
- なるほど!ハイスクール（日本テレビ） - 給食のお兄さん（現在は放送終了）

#### 料理番組
- 川越達也のキムチ研究所（2013年4月7日 - 6月16日、中国放送、隔週日曜日、全6回）

#### テレビドラマ
- パパドル! 第2話（2012年4月26日、TBS）
- コック警部の晩餐会 第1話（2016年10月20日、TBS） - 本人 役 ※ 料理アドバイザーでスタッフとしても参加 [36]

#### テレビアニメ
- トリコ（2012年3月4日・18日・25日、フジテレビ） - タッチーノ・カワゴエ 役（本人をモデルにしたキャラクター）
- クレヨンしんちゃん（2013年、テレビ朝日） - 「B級かめん」として

### ラジオ
- JA全農プレゼンツ 田中雄介の食卓応援隊（2010年10月24・31日、TBSラジオ）ゲスト[4]

### インターネット放送
- 川越達也の1ミニッツクッキング〜アナタを助ける15のレシピ〜（Bee TV）

### その他
- みなとみらいリフォームフェスティバル（2010年11月22日、イベント出演）[37]
- プロ野球セ・パ交流戦始球式 福岡ソフトバンクホークス - 横浜ベイスターズ戦（2011年5月29日、福岡ヤフードーム）[38]
- 龍が如く5 夢、叶えし者（2012年、セガ） - シェフタツヤ 役
- ぽこた「タカラモノ」（MV）
- 劇場版アニメ「クレヨンしんちゃん バカうまっ!B級グルメサバイバル!!」（2013年、東宝） - 川越シェフ 役

### CM
- 戸村本店 焼肉のたれ（宮崎ローカル）

## 著作
- 『川越達也のカンタン・イタリアン』扶桑社、2008年9月 ISBN 978-4-594-05733-6
- 『川越達也のコンビニ・キッチン』トランスワールドジャパン、2009年3月 ISBN 978-4-86256-045-2
- 『川越達也の3ステップで10分パスタ』主婦の友社、2010年2月 ISBN 978-4-07-271207-8
- 『川越達也の万能ソースで10分レシピ』主婦の友社、2011年3月 ISBN 978-4-07-277049-8
- 『絶対味覚』主婦の友社、2012年4月 ISBN 978-4-07-282464-1

## CD
- 『お米のおはなし／カレーライス学校』（2012年4月25日、フォーライフミュージックエンタテイメント）

作詞：徳井義実（チュートリアル）／作曲：ShAbo